# Nissan Motors Football Club 1990-1991
Questa voce raccoglie le informazioni riguardanti il Nissan Motors Football Club nelle competizioni ufficiali della stagione 1990-1991.

## Stagione
Presto eliminato dal Campionato d'Asia, dove perse entrambe le gare nel girone di qualificazione disputato a Pyongyang con April 25 e Liaoning il Nissan Motors, che nella sessione estiva di calciomercato aveva perso Wagner Lopes, esordì nelle competizioni nazionali vincendo la terza Coppa di Lega consecutiva sconfiggendo in finale il Furukawa Electric. Nonostante la mancata vittoria del titolo nazionale e della Coppa dell'Imperatore, il Nissan Motors riuscì comunque a ottenere la qualificazione per una competizione continentale a causa della rinuncia da parte del Matsushita Electric (vincitore della Coppa dell'Imperatore) a partecipare alla neocostituita Coppa delle Coppe AFC.

## Maglie e sponsor
Le magliette, prodotte dall'Adidas, recano sulla parte anteriore una scritta Nissan color oro.
| Manica sinistra · Manica sinistra · Maglietta · Maglietta · Manica destra · Manica destra · Pantaloncini · Calzettoni |

## Rosa
| N. |                     | Ruolo | Calciatore           |
| -- | ------------------- | ----- | -------------------- |
| 1  | Giappone (bandiera) | P     | Shigetatsu Matsunaga |
| 2  | Giappone (bandiera) | D     | Toru Sano            |
| 3  | Giappone (bandiera) | D     | Shinji Tanaka        |
| 4  | Giappone (bandiera) | D     | Masami Ihara         |
| 5  | Giappone (bandiera) | C     | Tetsuji Hashiratani  |
| 6  | Giappone (bandiera) | C     | Masaaki Sakaida      |
| 7  | Giappone (bandiera) | C     | Nobutoshi Kaneda     |
| 8  | Giappone (bandiera) | A     | Takashi Mizunuma     |
| 9  | Giappone (bandiera) | A     | Kenta Hasegawa       |
| 10 | Giappone (bandiera) | C     | Kazushi Kimura       |
| 11 | Giappone (bandiera) | A     | Kōichi Hashiratani   |
| 12 | Giappone (bandiera) | C     | Hiroshi Hirakawa     |
| 13 | Giappone (bandiera) | C     | Kunio Nagayama       |

| N. |                     | Ruolo | Calciatore       |
| -- | ------------------- | ----- | ---------------- |
| 14 | Giappone (bandiera) | A     | Kokichi Kimura   |
| 15 | Giappone (bandiera) | C     | Makoto Sugiyama  |
| 16 | Giappone (bandiera) | D     | Junji Koizumi    |
| 17 | Giappone (bandiera) | C     | Keiichi Zaizen   |
| 18 | Giappone (bandiera) | C     | Satoru Noda      |
| 19 | Giappone (bandiera) | D     | Kenji Ōba        |
| 20 | Giappone (bandiera) | P     | Takeshi Urakami  |
| 22 | Giappone (bandiera) | C     | Takuya Jinno     |
| 23 | Giappone (bandiera) | D     | Masaharu Suzuki  |
| 26 | Brasile (bandiera)  | A     | Renato           |
| 27 | Brasile (bandiera)  | C     | Everton Nogueira |
| 31 | Giappone (bandiera) | A     | Takahiro Yamada  |

## Risultati

### Japan Soccer League Cup
| Asahikawa 25 agosto 1990 | Nissan Motors | 3 – 0 | Toyota Motors |  |

| Asahikawa 26 agosto 1990 | Nissan Motors | 1 – 0 | Mazda |  |

| Nagoya 31 agosto 1990 | Nissan Motors | 1 – 0 | ANA |  |

| Nagoya 2 settembre 1990, ore 14:00 UTC+9                                     | Nissan Motors | 3 – 1     | Furukawa Electric | Mizuho Rugby Stadium |
| \| \| \| \| \| Renato 22’ 27’ (aut.) Kimura 44’ \| Marcatori \| 35’ Kanno \| |               |           |                   |                      |
|                                                                              |               |           |                   |                      |
| Renato 22’ 27’ (aut.) Kimura 44’                                             | Marcatori     | 35’ Kanno |                   |                      |

### Coppa dell'Imperatore
| Fukuyama 15 dicembre 1990 | Nissan Motors | 10 – 0 | Sapporo Mazda |  |

| Fukuyama 15 dicembre 1990 | Nissan Motors | 2 – 1 | Mazda |  |

| Matsuyama 23 dicembre 1990 | Nissan Motors | 2 – 1 | Toshiba |  |

| Tokyo 30 dicembre 1990 | Nissan Motors | 2 – 1 | Furukawa Electric | National Stadium |

| Tokyo 1º gennaio 1991                        | Matsushita Electric  | 0 – 0 (d.t.s.) | Nissan Motors | National Stadium |
| \| \| \| \| \| \| Tiri di rigore 4 – 3 \| \| |                      |                |               |                  |
|                                              |                      |                |               |                  |
|                                              | Tiri di rigore 4 – 3 |                |               |                  |

### Campionato d'Asia per club
| Pyongyang 1º luglio 1990 | April 25 | 1 – 0 | Nissan Motors |  |

| Pyongyang 3 luglio 1990 | Liaoning | 3 – 2 | Nissan Motors |  |

## Statistiche

### Statistiche di squadra
| Competizione          | Punti | Totale | Totale | Totale | Totale | Totale | Totale | D.R. |
| Competizione          | Punti | G      | V      | N      | P      | Gf     | Gs     | D.R. |
| --------------------- | ----- | ------ | ------ | ------ | ------ | ------ | ------ | ---- |
| JSL Division 1        | 42    | 22     | 11     | 9      | 2      | 27     | 10     | +17  |
| JSL Cup               | -     | 4      | 4      | 0      | 0      | 8      | 1      |      |
| Coppa dell'Imperatore | -     | 5      | 4      | 1      | 0      | 15     | 2      |      |
| Campionato d'Asia     | -     | 2      | 0      | 0      | 2      | 2      | 4      |      |
| Totale                |       | 33     | 19     | 10     | 4      | 52     | 17     |      |

### Statistiche dei giocatori
| Giocatore      | JSL Division 1 | JSL Division 1 | JSL Cup  | JSL Cup | Totale   | Totale |
| Giocatore      | Presenze       | Reti           | Presenze | Reti    | Presenze | Reti   |
| -------------- | -------------- | -------------- | -------- | ------- | -------- | ------ |
| Everton        | 19             | 4              | 4        | 2       | 23       | 6      |
| Hasegawa       | 11             | 5              | 3        | -       | 14       | 5      |
| K. Hashiratani | 5              | -              | 4        | 2       | 9        | 2      |
| T. Hashiratani | 20             | -              | 4        | -       | 24       | -      |
| Ihara          | 22             | 2              | 4        | -       | 26       | 2      |
| Jinno          | 15             | 4              | -        | -       | 15       | 4      |
| Kaneda         | 4              | -              | 1        | -       | 5        | -      |
| Ka. Kimura     | 10             | 3              | 4        | 2       | 14       | 5      |
| Ko. Kimura     | 3              | -              | -        | -       | 3        | -      |
| Koizumi        | 19             | -              | -        | -       | 19       | -      |
| Matsunaga      | 21             | -              | 3        | -       | 24       | -      |
| Mizunuma       | 10             | 1              | 4        | -       | 14       | 1      |
| Nagayama       | 20             | 2              | -        | -       | 20       | 2      |
| Noda           | 1              | -              | -        | -       | 1        | -      |
| Renato         | 22             | 10             | 4        | 1       | 26       | 11     |
| Sakaida        | 17             | 1              | 3        | -       | 20       | 1      |
| Sano           | 2              | -              | 4        | -       | 6        | -      |
| Suzuki         | 22             | -              | -        | -       | 22       | -      |
| Tanaka         | -              | -              | 4        | -       | 4        | -      |
| Zaizen         | 4              | -              | 1        | -       | 5        | -      |